# Doicești
Doicești è un comune della Romania di 4 954 abitanti, ubicato nel distretto di Dâmbovița, nella regione storica della Muntenia. Il centro abitato è lambito a nord dal 45º parallelo, la linea equidistante fra il Polo nord e l'Equatore.